# 890'erne
Århundreder: 8. århundrede – 9. århundrede – 10. århundrede
Årtier: 840'erne 850'erne 860'erne 870'erne 880'erne – 890'erne – 900'erne 910'erne 920'erne 930'erne 940'erne
År: 890 891 892 893 894 895 896 897 898 899